# بوب بالدوين (ملحن)
بوب بالدوين (بالإنجليزية: Bob Baldwin)‏ هو ملحن أمريكي، ولد في 9 ديسمبر 1960 في ماونت فيرنون في الولايات المتحدة.

## وصلات خارجية
- الموقع الرسمي
- بوب بالدوين على موقع ميوزك برينز (الإنجليزية)
- بوب بالدوين على موقع أول ميوزيك (الإنجليزية)
- بوب بالدوين على موقع ديسكوغز (الإنجليزية)